# Eberhard von Rothkirch

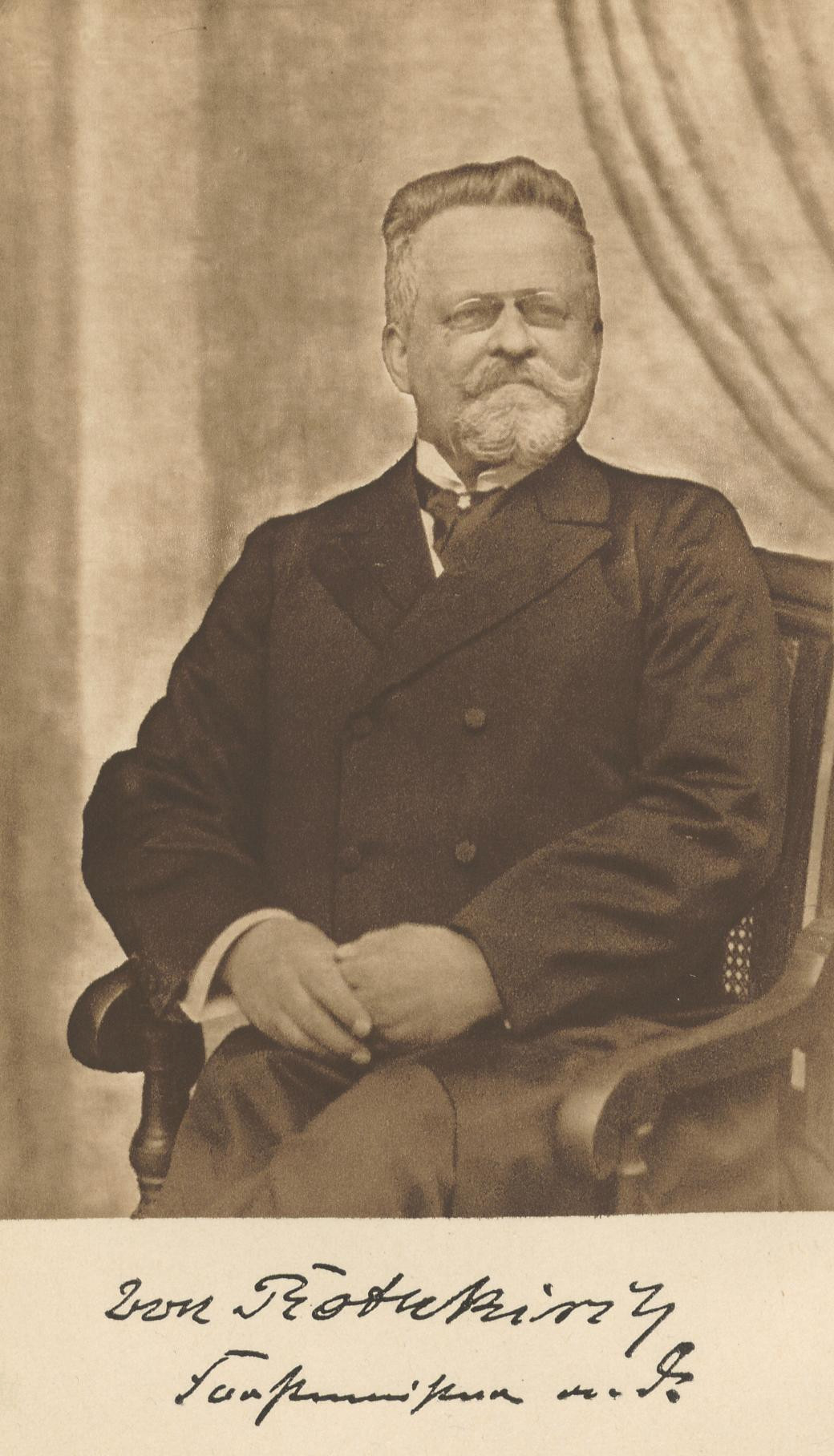
Eberhard von Rothkirch

Eberhard Carl Siegismund Freiherr von Rothkirch und Panthen (* 2. August 1852 in Groß Schottgau, Landkreis Breslau, Provinz Schlesien; † 15. Dezember 1911 in Berlin) war ein Mitbegründer der Gemeinschaftsbewegung und Vorsitzender des ersten CVJM in Deutschland.

## Leben
Eberhard von Rothkirch entstammte dem schlesischen Adelsgeschlecht Rothkirch. Er wurde als dritter Sohn und viertes Kind der evangelischen Eltern Oskar Siegismund von Rothkirch und Panthen (* 19. Mai 1821) und Helene von Rosenberg geboren. 
Als Zögling der Liegnitzer Ritterakademie lernte er Eduard von Pückler als Mitschüler kennen. Eberhard von Rothkirch trat 1869 in das Jäger-Bataillon Nr. 5 in Hirschberg im Riesengebirge ein. Er nahm als Unteroffizier am Deutsch-Französischen Krieg teil. Eine schwere Verwundung in der Schlacht von Sedan führte zur Amputation seines rechten Beines und beendete seine militärische Laufbahn. Vor seinem Abschied wurde er zum Offizier befördert und mit dem Eisernen Kreuz ausgezeichnet. Von 1875 bis 1878 studierte er Forstwirtschaft an der Forstakademie Eberswalde bei Berlin, danach war er von 1878 bis 1896 als Forstbeamter bei der Berliner Hofkammer tätig.
1881 trat er als Helfer in die von Graf Andreas Bernstorff begründete Sonntagsschularbeit ein. Am 22. Januar 1883 gehörte er zusammen mit Friedrich von Schlümbach, Eduard von Pückler, Andreas Graf von Bernstorff und Christian Phildius zu den Gründern des ersten Christlichen Vereins junger Männer in Berlin, dessen erster stellvertretender Vorsitzender, erster Präsident, Seelsorger und geistlicher Vater er wurde. Im Laufe der Jahre erkannte er darin seine Lebensaufgabe und Lebenswerk. Ende 1883 waren bereits 506 junge Männer Mitglieder im Verein geworden, um die Jahrhundertwende waren es 20.000 an verschiedenen Orten. 1885 konnte das neuerbaute Vereinshaus in Berlin an der Wilhelmstraße 34 in Anwesenheit der Kaiserin eingeweiht werden. Ein weiteres CVJM-Haus wurde gebaut, das am 20. Oktober 1889 eingeweiht wurde.
Eberhard von Rothkirch gehörte als Initiator zum Gründungskreis der Gemeinschaftsbewegung in Deutschland, die sich von 1888 bis 1897 in verschiedenen organisatorischen Formen herausgebildet hatte.
Eberhard von Rothkirch starb mit gut 59 Jahren unerwartet am 15. Dezember 1911 in seiner Wohnung an der Wilhelmstrasse 34. Er wurde am 19. Dezember auf dem Familienfriedhof neben der Kirche in Groß Schottgau im Beisein seiner Geschwister, Verwandten, Freunde, zahlreicher Mitglieder des von ihm gegründeten CVJM-Breslau, vieler Schottgauer Einwohner und des Musikkorps des Hirschberger Jäger-Bataillons beerdigt.

## Nachleben
1998 wurde in Berlin eine Eberhard-von-Rothkirch-Stiftung gegründet. Sie unterstützt christliche Jugendarbeit, Jugendhilfe, Bildung und Erziehung. Vorhaben der CVJM Vereine in Ostdeutschland, die Mitglied in der AG der CVJM Deutschlands sind, werden vorrangig gefördert.